# Elachista encumeadae
Elachista encumeadae é uma espécie de insetos lepidópteros, mais especificamente de traças, pertencente à família Elachistidae.
A autoridade científica da espécie é Kaila & Karsholt, tendo sido descrita no ano de 2002.
Trata-se de uma espécie presente no território português.